# Дзимарра
Еще одной разновидностью сутаны является дзимарра (итал. zimarra) — основное повседневное облачение католических епископов. Сутана с пришитой накидкой на плечи. Бывает только черного цвета — с красной окантовкой у кардиналов, и фиолетовой (малиновой) — у епископов.
В обиходе дзимарра может быть заменена рубашкой с римским воротником и черным либо темно-серым светским костюмом.
|          |         |                           |                              |
| Кардинал | Епископ | Капеллан Его Святейшества | Священник/Диакон/ Семинарист |